# Nando (provider internet)
Nando (da " News and Observer") è stato un servizio statunitense di notizie Internet e un provider di servizi Internet (ISP), fondato nel 1993 dagli editori del quotidiano The News & Observer a Raleigh, nella Carolina del Nord. Inizialmente si basava sull'accesso tramite la tecnologia bulletin board. Tra i primi siti web di notizie 24 ore su 24, il Nando Times, è stato lanciato nel 1994, fornendo informazioni modificate dalle principali agenzie di stampa che non avevano sviluppato i propri siti web.
La società madre è stata venduta nel 1995 alla catena di giornali McClatchy. L'attività dell'ISP dial-up è stata chiusa e le pagine di Nando Times sono state interrotte nel 2003. La redazione ha continuato a elaborare via cavo, alimentando altri punti vendita McClatchy. Lo stesso marchio Nando è stato abbandonato nel 2005 a favore del nome McClatchy Interactive.

## Gli inizi
Nando è stato prodotto dalla divisione New Media del quotidiano The News & Observer a Raleigh ,nella Carolina del Nord. Nel 1993 George Schlukbier, un bibliotecario di notizie di McClatchy Newspaper, è diventato il primo direttore dei nuovi media; è stato assunto da Frank Daniels III, direttore del quotidiano, per costruire questa nuova divisione. In questo tentativo di dimostrare che Internet era un partner migliore per i giornali rispetto a AOL o Prodigy, gli sviluppatori principali sono stati Dave Livingston (soprannominato "Scoiattolo Assonnato"), Charles Hall, James Calloway, Alfred Filler, Fraser Van Asch, "Zonker" Harris, Mike Emmett e Schlukbier. Questo team ha creato una GUI per Internet utilizzando The Major BBS come front-end, estesa per utilizzare le applicazioni Internet tradizionali come Gopher, WAIS, Lynx e Telnet. Con questo sistema ad-hoc, Nando.net ha fornito notizie classificate ed è diventato un ISP commerciale nell'area del Triangolo di Ricerca della Carolina del Nord, che comprende Raleigh, Durham, Cary e Chapel Hill.

## Tecnologia

### Rete

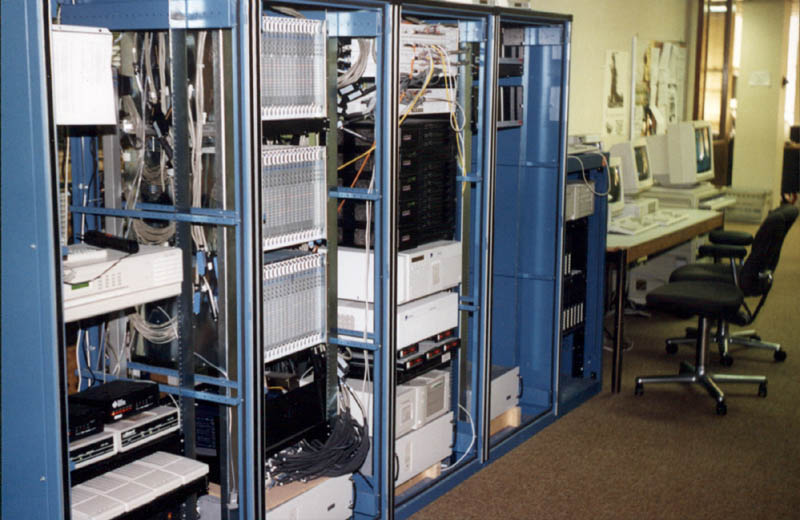
Nando 1993 - scaffali non ancora pieni

Nel 1993 gli standard di rete non erano così pervasivi come lo sono ora. Gli strumenti di pubblicazione dei giornali erano basati su schede di rete proprietarie e terminali utilizzati con un mini-computer Tandem. I Macintosh comunicavano con AppleTalk tramite cavo coassiale. Windows 3.1 non aveva nemmeno un livello di rete installato per impostazione predefinita.
In questo mix è arrivato un computer Sun SPARC. Il trasferimento dei dati dal tandem allo SPARC richiedeva un'interfaccia comune e quell'interfaccia era X.25. X.25, sebbene sviluppato per la comunicazione satellitare, era uno dei pochi standard effettivamente implementati dalla maggior parte dei fornitori di hardware.

### Tecnologia Bulletin Board

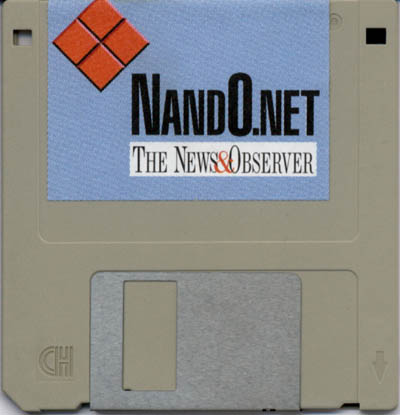
Floppy Nando con software gratuito

Prima del Web, la maggior parte delle persone accedeva a computer remoti tramite stupidi emulatori di terminali in esecuzione sui propri PC. I sistemi BBS erano disponibili in due versioni: basati su DOS e proprietari. I sistemi basati su DOS richiedevano un PC e un modem per ogni linea telefonica in entrata. Non era insolito per un BBS avere un centinaio di PC IBM impilati accanto a scaffali di cento modem.
Il vantaggio dei sistemi proprietari (come Galacticomm) era che utilizzavano software e hardware speciali per gestire più di un utente su un singolo PC. L'hardware Galacticomm supportava fino a sedici schede seriali, ciascuna con più porte RS-232.
Il software GalactiComm supportava anche il protocollo X.25, quindi c'era un percorso tra tutti i vari sistemi, per quanto tortuoso possa sembrare dalla prospettiva odierna.
Con l'arrivo del World Wide Web, gli utenti non avevano più bisogno di un emulatore di terminale (o di un BBS). Invece, ora richiedevano un livello di rete per il loro PC Windows 3.1. L'Help Desk di Nando ha risposto alle richieste telefoniche riguardanti "il web" (allora agli inizi), e ha assistito i nuovi utenti con il processo di download del software di rete TCP/IP richiesto tramite BBS o floppy disk, quindi installando sia esso che un browser come Mosaico.

## Nome
Il soprannome del quotidiano News & Observer, "The N&O", ha dato il nome al sito, presentato online come NandO o Nando, apparentemente dopo che il personale del giornale News Library ha sottolineato che la e commerciale (&) avrebbe creato difficoltà nella costruzione del database e così ha coniato il titolo NandO, secondo Teresa Leonard, capo bibliotecario di The News & Observer. L'edizione elettronica è andata ben oltre il contenuto originale del giornale della Carolina del Nord, che alla fine è stato spostato su un diverso indirizzo Web (all'indirizzo http://newsobserver.com ) gestito da uno staff separato.

## "LHP" e "CBGL"

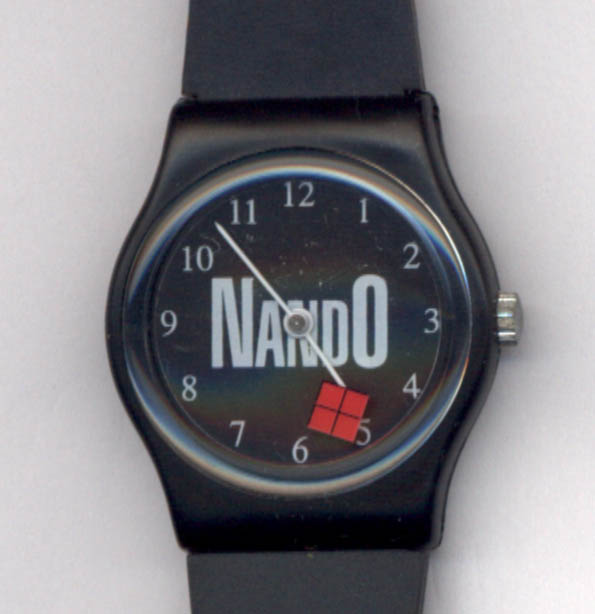
Regalo di Natale allo staff Nando

I leader di questo fenomeno emergente si sono dati titoli fantasiosi, un po' di stravaganza che ha dato un tono divertente e libero all'atmosfera e al morale dell'azienda. Frank Daniels III era LHP, per "Lord High Protector" ("Comandante Supremo"). George Schlukbier era CBGL, per "Chief Bull Goose Looney". I dipendenti hanno seguito l'esempio con i propri titoli di lavoro. Come in altre start-up di Internet, c'era un'attività frenetica 24 ore su 24, sette giorni su sette. Una tradizione aziendale si è evoluta, con numerose storie come quella sull'installazione di aggiornamenti di sistema e sull'abbandono dei clienti dial-up dal rack. Anche l'FBI era un giocatore regolare. Durante il periodo in cui Kevin Mitnick era l'hacker informatico più ricercato d'America (1994-1995) viveva a Raleigh e utilizzava i telefoni cellulari per hackerare gli ISP e poi effettuava un telnet su ignari server UNIX (come Nando) e creava cartelle / file ed eliminava tutte le tracce. I tecnici di Nando hanno provato, ma non sono mai riusciti del tutto, a ottenere una correzione sulla posizione di Mitnick. Per tutto il tempo, la compagnia era in comunicazione con l'FBI. In effetti, era necessario essere in contatto con l'FBI. Durante questo periodo, giovani sempre più esperti di computer stavano iniziando a capire i punti deboli di Unix. La vita stava cambiando a Nando.

## Nando Times
Nel 1994 Nando.net aggiunse un server Web e un front-end per siti Web compatibile con Mosaic, e nacque NandO Times, uno dei primi siti Web di notizie e sport aggiornati 24 ore su 24. Nando ha inventato il proprio modello su come i giornali possono gestire la produzione online, le notizie, le vendite e il servizio clienti durante lo sviluppo di nuovi prodotti online.
All'inizio, il personale del lavoro d'ufficio di News & Observer (chiamato subeditor nel Regno Unito) ha inviato storie al Nando Times dalla redazione principale del giornale, utilizzando terminali di editing di newswire SII obsoleti per aggiungere codici di maggiorazione intermedi per un'ulteriore elaborazione in HTML. Gli sviluppatori di Nando hanno scoperto come semi-automazione la conversione di notizie di newswire e la pubblicazione di foto di notizie sul sito, inclusa una prima visualizzazione di foto animate con Java, sebbene le foto non siano mai state completamente integrate con le storie correlate.
Poco prima che la famiglia Daniels vendesse la società News & Observer alla catena di giornali McClatchy, Nando e News & Observer online divennero operazioni separate e gli editori di Nando si trasferirono in un edificio separato. Seth Effron divenne il redattore esecutivo di Nando, Zonker Harris era il caporedattore, Mike Emmett, che aveva una lunga carriera come scrittore ed editore con molti dei più grandi quotidiani degli Stati Uniti, era il redattore sportivo, mentre Bruce Siceloff era a capo dello staff di NewsObserver.com. Michael Carmean, che aveva guidato lo staff del lavoro d'ufficio, se ne andò. Altri primi membri del personale di Nando includevano Charles S. Powell (l'"Evangelista"), Beth Ames, Fraser Van Asch, Lisa Pignetti, Gene Wang, Kirk House, Ari Spanos, Alfred Filler, Denise Long, Joe Sterling, Joyce Garcia, Dawn Harris e Sam Barnes. Barnes a volte lavorava dall'ufficio del Chapel Hill News, di proprietà di N&O, ispirando Bob Stepno, un lavoratore part-time di Nando e dottorando in giornalismo dell'Università della Carolina del Nord, a trasferire lì il suo turno mattutino del fine settimana. Nel 2000, Schlukbier e Total Sports si separarono. Sono partiti anche Emmett e Harris, entrambi andati a Miami per lavorare per Terra.com, il più grande sito web ispanico del mondo. Emmett è passato a Time Warner / CNN come caporedattore di NASCAR.com, poi a Greenville Online come assistente del redattore e infine, prima di ritirarsi, come Direttore Regionale della Carolina occidentale di Media General. Harris continua a lavorare per la famiglia Daniels e ha sede a Cary, nella Carolina del Nord.

### Servizi forniti da Nando nel 1994
- Annunci
- Notizie internazionali
- Notizie nazionali
- Notizie regionali e locali
- Sport
- Affari
- Stile di vita

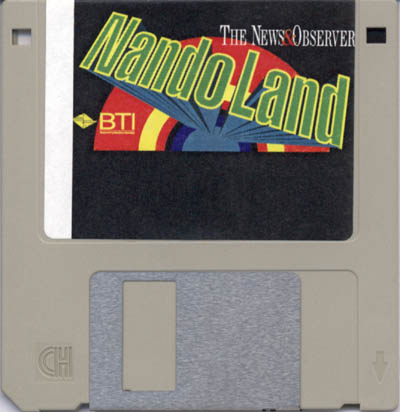
Logo di Nando Land

- Siti web interattivi per San Valentino e le principali festività
- Giochi, inclusi Mutants e Hangman
- Chat
- Servizio ISP che include il primo "Nando Doctor", Kirk House. House ha effettuato "chiamate a domicilio" per aiutare gli utenti a configurare il servizio di accesso remoto
- Servizio clienti
- Programmi NIE ("Newspapers In Education") - NandOLand, accesso gratuito a Internet per le scuole

Dopo la fusione di McClatchy, Nando New Media si è evoluta in McClatchy New Media, con l'output della redazione Nando incanalata nella sezione "24 Hour News" di tutti i siti web dei giornali McClatchy.

## Contenuto delle notizie
Il Nando Times ha impiegato una squadra di redattori di notizie 24 ore su 24 , che hanno rielaborato quasi tutti i feed dell'agenzia stampa in arrivo di News & Observer: Associated Press, Reuters, Agence France-Presse, New York Times, Wall Street Journal, Los Angeles Times, Scripps-Howard, Bloomberg e altri. Era circa un anno prima che la maggior parte di quelle testate giornalistiche creasse i propri siti Web, e apparentemente prima che l'agenzia stampa riconoscesse un'"edizione online" come qualcosa di separato dal giornale stampato. AP e Nando divennero presto alleati nello sviluppo del modello di come i giornali avrebbero utilizzato le agenzie.
I redattori di Nando hanno selezionato storie, scritto nuovi titoli e ordinato le storie in pagine di categorie di notizie: nazionale, mondiale, politica, sport, affari ecc. I redattori di Nando a volte creavano storie "combinate" o riscrivevano le notizie principali. Il Nando Times ha sperimentato brevemente con notizie originali, compresi lo sport e lo speciale sulle elezioni, ma è diventato quasi esclusivamente un aggregatore e un potenziatore di notizie dai servizi di informazione tradizionali.
Nando eccelleva nel pubblicare pagine "tematiche" che contenevano dozzine di link per lo sviluppo di storie, come l'attentato dell'aprile 1995, a Oklahoma City e la morte di Diana, principessa del Galles. Le pagine del memoriale di Diana, centinaia di titoli e immagini dal 31 agosto al 26 settembre 1997, sono stati tra gli ultimi documenti rimasti sul sito di Nando nel marzo 2005, anche se i titoli delle notizie principali collegate erano scaduti dal server.

## Hot Java
Nando Times ha sperimentato presto la programmazione con Java, creando una rotazione di foto di notizie sulla sua home page nel 1996, alimentata da Java, collegata alle pagine della galleria fotografica. Dietro le quinte, la dimostrazione più duratura della programmazione Java di Nando Media è stata il suo sistema di gestione dei contenuti Digital Work Bench. Il CMS basato su Java è stato scritto da zero a partire dal 1999 dal team di sviluppo dell'azienda, diventando il sistema di pubblicazione predefinito per il Nando Times. Successivamente è stato adottato da diverse proprietà di McClatchy e alla fine è stato riscritto interamente in Perl.

## McClatchy acquista Nando
Il "marchio" Nando divenne rapidamente noto e fu accreditato per aver accresciuto il valore della società News & Observer, che la famiglia Daniels vendette nel 1995 alla catena di giornali McClatchy con sede in California. Gli sforzi del 1995 di News & Observer includevano anche un'indagine assistita da computer sull'industria del maiale della Carolina del Nord, che vinse il Premio Pulitzer per il servizio pubblico nel 1996.

## Verso la fine
Dopo la vendita, McClatchy ha abbandonato l'attività di ISP dial-up di Nando (venduta a MindSpring, ora parte di EarthLink) e ha ridotto la sua esplorazione della copertura mediatica, che includeva la campagna elettorale del 1996. McClatchy ha spostato il focus di "Nando New Media" per servire i suoi giornali e altri clienti, mentre Frank Daniels III e altri primi dirigenti di Nando sono partiti per creare startup Internet incentrate sulle notizie della comunità (Koz) e sullo sport (Total Sports).
Con il ruolo mutevole di Nando, The News & Observer ha istituito una divisione dei media interattivi nel 1997, guidata da Mark Choate. La nuova divisione ha prodotto newsobserver.com, un quotidiano online che pubblica notizie e pubblicità locali, a complemento delle notizie nazionali e internazionali pubblicate da Nando. Sotto la direzione di Choate, newsobserver.com è diventato rapidamente uno dei principali siti web di giornali locali del paese. Nel 2001, The Media Audit ha classificato newsobserver.com al terzo posto nella nazione in termini di diffusione nel mercato locale dei giornali online, dopo washingtonpost.com e austin360.com. Nello stesso anno, Editor & Publisher ha premiato newsobserver.com con un EPpy, definendolo il miglior servizio di giornali online nella sua categoria di diffusione.
Le pagine del Nando Times sono state interrotte il 27 maggio 2003, sostituite da una pagina di spiegazione "Cari lettori", con un elenco dei singoli siti dei giornali McClatchy in cui era possibile trovare il contenuto precedente del Nando Times. La redazione ha continuato a elaborare le notizie via cavo, che alimentavano le sezioni "notizie 24 ore su 24" di altre proprietà di McClatchy, come NewsObserver e SacBee.
Il marchio Nando è stato abbandonato dalla McClatchy Company il 3 marzo 2005 a favore del nome McClatchy Interactive.